# Joey MacDonald
Joseph Leonard „Joey“ MacDonald (* 7. Februar 1980 in Pictou, Nova Scotia) ist ein ehemaliger kanadischer Eishockeytorwart, der zuletzt bei den Schwenninger Wild Wings in der Deutschen Eishockey Liga unter Vertrag stand. Zuvor spielte er mehrere Jahre in der National Hockey League.

## Karriere
Joey MacDonald begann seine Karriere 1997 in der kanadischen Juniorenliga QMJHL bei den Halifax Mooseheads. Nach einem Jahr wechselte er zu den Peterborough Petes in die Ontario Hockey League, eine Juniorenliga, die ebenfalls wie die QMJHL zur Canadian Hockey League gehört. Im Sommer 2001 musste MacDonald das Team verlassen, weil er mittlerweile zu alt war um in einer Nachwuchsliga zu spielen.
Er war von keinem Team der National Hockey League gedraftet worden, wurde aber von den Detroit Red Wings im Januar 2002 unter Vertrag genommen und absolvierte den Rest der Saison in der East Coast Hockey League bei den Toledo Storm, einem damaligen Farmteam der Red Wings. Bereits im Sommer 2002 wurde er zu den Grand Rapids Griffins, einem weiteren Farmteam, in die American Hockey League geholt, um dort als Back-up-Goalie von Marc Lamothe zu arbeiten. Beide erhielten am Ende der Saison die Auszeichnung für die wenigsten Gegentreffer in der AHL. In der Saison 2003/04 teilten sich beide die Position als Nummer 1 und im Jahr darauf war MacDonald alleiniger Stammtorhüter. In dieser Spielzeit erreichte er mit 34 Siegen eine persönliche Bestleistung.
2005/06 bildete MacDonald mit Jimmy Howard und Drew MacIntyre ein Torhüter-Trio, dass sich die Eiszeit in der AHL-Saison aufteilte.
Im Herbst 2006 wurde MacDonald in den NHL-Kader der Detroit Red Wings aufgenommen, wo er als Back-up-Goalie von Dominik Hašek und Chris Osgood fungieren soll. Am 19. Oktober 2006 kam er zum ersten Mal in der NHL zum Einsatz. Im Spiel gegen die San Jose Sharks hatten die Red Wings nach 15 Minuten schon drei Gegentreffer kassiert, woraufhin MacDonald für Osgood eingewechselt wurde. Doch er konnte das Spiel nicht mehr entscheidend beeinflussen. Am Ende ging das Spiel mit 1:5 verloren und MacDonald kassierte in seinen 45 Minuten Eiszeit noch zwei Tore bei 15 Schüssen. Am 18. November 2006 gegen die Edmonton Oilers stand MacDonald zum ersten Mal für die Red Wings von Beginn an auf dem Eis. Das Spiel ging nach Penaltyschießen mit 3:4 verloren. MacDonald wehrte in den 65 Minuten 18 von 21 Schüssen ab. MacDonald kam noch zu weiteren Einsätzen und profitierte dabei unter anderem von einer Verletzung von Chris Osgood. Ende Februar 2007 wurde er auf die Waiverliste gesetzt und kurz darauf von Boston Bruins verpflichtet.
Im Sommer 2007 unterschrieb er als Free Agent einen Vertrag bei den New York Islanders, erhielt jedoch keinen Platz im NHL-Kader und spielt den Großteil der Saison 2007/08 bei den Bridgeport Sound Tigers, dem AHL-Farmteam der Islanders. In der AHL zeigte er gute Leistungen, konnte jedoch nur 13 seiner 32 Spiele gewinnen. Als der Stammtorhüter der Islanders, Rick DiPietro, im März 2008 wegen einer Hüftoperation ausfiel, wurde MacDonald in den NHL-Kader berufen.
Zur Saison 2008/09 gelang ihm schließlich der endgültige Sprung ins NHL-Team als Ersatztorhüter hinter DiPietro. Nachdem sich DiPietro im November 2008 einer Knieoperation unterziehen musste und deshalb für fast den kompletten Rest der Spielzeit ausfiel, übernahm MacDonald den Posten als Stammtorhüter der Islanders.
Vor der folgenden Saison wurde MacDonald von den Toronto Maple Leafs verpflichtet, die ihn vor allem bei den Toronto Marlies in der AHL einsetzten, so dass er nur sechs NHL-Partien absolvierte. Im März 2010 wurde er von den Leafs gegen einen Draftpick von den Anaheim Ducks eingetauscht, verblieb aber bei den Marlies. Im Sommer 2010 wurde er von seinem ehemaligen Team, den Red Wings aus Detroit, für ein Jahr unter Vertrag genommen, die ihn erneut als Stammtorhüter der Grand Rapids Griffins einsetzten.
Im Februar 2013 wurde der auf der Waiverliste befindliche MacDonald von den Calgary Flames ausgewählt. Dort konnte er sich nicht im NHL-Kader durchsetzen und wurde im November 2013 zum AHL-Farmteam, den Abbotsford Heat, transferiert. Auch nach seinem Wechsel in die Organisation der Montreal Canadiens wurde der Goalie nur mehr in der AHL, bei den Hamilton Bulldogs, eingesetzt.
Zur Saison 2015/16 entschied er sich für einen Wechsel nach Europa zu den Schwenninger Wild Wings aus der Deutschen Eishockey Liga und beendete nach der Saison 2016/2017 seine Karriere. Er kehrte jedoch nicht nach Kanada zurück, sondern verlegte seinen Lebensmittelpunkt nach Tuningen im Schwarzwald.

## Sonstiges
- Joey MacDonald hält zwei Teamrekorde bei den Grand Rapid Griffins: meiste Karriere-Shutouts (20) und beste Fangquote in einer Saison (93,6 %)

## Erfolge und Auszeichnungen
- 2003 Harry „Hap“ Holmes Memorial Award (zusammen mit Marc Lamothe)
- 2005 AHL All-Star Classic

## Karrierestatistik
(Legende zur Torhüterstatistik: GP oder Sp = Spiele insgesamt; W oder S = Siege; L oder N = Niederlagen; T oder U oder OT = Unentschieden oder Overtime- bzw. Shootout-Niederlage; Min. = Minuten; SOG oder SaT = Schüsse aufs Tor; GA oder GT = Gegentore; SO = Shutouts; GAA oder GTS = Gegentorschnitt; Sv% oder SVS% = Fangquote; EN = Empty Net Goal; 1 Play-downs/Relegation; Kursiv: Statistik nicht vollständig)